# Bogdan Grabarczyk
Bogdan Grabarczyk (ur. 2 października 1967 w Płocku) – polski szachista, mistrz międzynarodowy od 1998 roku.

## Kariera szachowa
W latach 1991–2007 ośmiokrotnie wystąpił w finałach mistrzostw Polski mężczyzn. Największy sukces osiągnął w roku 1996 w Brzegu Dolnym, zdobywając srebrny medal. Duży sukces odniósł w roku 2001, zajmując w Darmstadt II miejsce i wypełniając pierwszą normę arcymistrzowską. Rok później zwyciężył w Griesheim (turniej B). W 2005 r. podzielił I miejsce w otwartym turnieju w Kołobrzegu oraz zajął II miejsce w kolejnym turnieju open w Offenbach am Main. W 2006 r. podzielił II-III miejsce w Kołobrzegu, natomiast w 2009 r. podzielił II m. (za Jackiem Tomczakiem, wspólnie z Łukaszem Cyborowskim, Wojciechem Przybylskim i Vidmantasem Malisauskasem) w Memoriale Tadeusza Gniota w Policach oraz zwyciężył w turnieju "Portofino Cup" we Włocławku.
W latach 2003–2005 trzykrotnie zdobył srebrne medale drużynowych mistrzostw Polski, reprezentując barwy klubu "Polfa" Grodzisk Mazowiecki.
Najwyższy ranking w dotychczasowej karierze osiągnął 1 stycznia 2006 r., z wynikiem 2477 punktów zajmował wówczas 25. miejsce wśród polskich szachistów.

## Życie prywatne
Brat Bogdana Grabrczyka, Mirosław, również jest znanym szachistą (posiada tytuł arcymistrza).